# جوناثان بيل لوفليس
جوناثان بيل لوفليس (بالإنجليزية: Jonathan Bell Lovelace)‏ هو شخصية أعمال ورائد أعمال أمريكي، ولد في 1895 في مقاطعة إسكمبيا في الولايات المتحدة، وتوفي في 1979.